# Kod Merkury
Kod Merkury (ang. Mercury Rising) – amerykański film z 1998 roku w reżyserii Harolda Beckera z Bruce’em Willisem i Alekiem Baldwinem w rolach głównych.

## Opis fabuły
Scenariusz filmu został napisany w oparciu o powieść Ryne’a Douglasa Pearsona Simple Simon. Bruce Willis gra agenta FBI Arta Jeffriesa, który w Chicago chroni dziewięcioletniego autystycznego chłopca przed mordercami. Mały Simon jest w niebezpieczeństwie, bo udało mu się złamać nowoczesny tajny kod, który jest wykorzystywany przy przeprowadzaniu tajnych operacji wojskowych przez rząd Stanów Zjednoczonych.

## Obsada
- Bruce Willis – Art Jeffries
- Alec Baldwin – Nicholas Kudrow
- Miko Hughes – Simon Lynch
- Chi McBride – Thomas 'Bizzi' Jordan
- Kim Dickens – Stacey
- Robert Stanton – Dean Crandell
- Bodhi Elfman – Leo Pedranski
- Carrie Preston – Emily Lang
- Lindsey Ginter – Peter Burrell
- Peter Stormare – Stayes
- Kevin Conway – Lomax
- John Carroll Lynch – Martin Lynch
- Kelley Hazen – Jenny Lynch
- John Doman – Supervisor Hartley
- Richard Riehle – Edgar Halstrom
- Chad Lindberg – James

## Nagrody
- 1999: Bruce Willis zdobył Złotą Malinę dla najgorszego aktora